# Бен-Ломонд
Бен-Ломонд (англ. Ben Lomond, гэльск. Beinn Laomainn; «Маяк-гора») — гора в Шотландии. Находится на восточном берегу озера Лох-Ломонд на территории национального парка Лох-Ломонд-энд-те-Троссахс.
Легкодоступность из Глазго и Центральной Шотландии и относительная простота восхождения сделали гору одним из популярных туристических объектов. В ясный день её можно увидеть с высоких мест Глазго, что, возможно, стало причиной названия «Маяк-гора». Также её видно с высочайшей вершины Великобритании — Бен-Невис, удалённой более чем на 60 км.
Популярность горы среди британцев привело к появлению многочисленных «тёзок» в колониях Великобритании: Австралии, Новой Зеландии, на Ямайке, Тринидада и Тобаго, а также нескольких штатах США.
Гора упоминается в шотландской народной песне The Bonnie Banks o' Loch Lomond.

## География

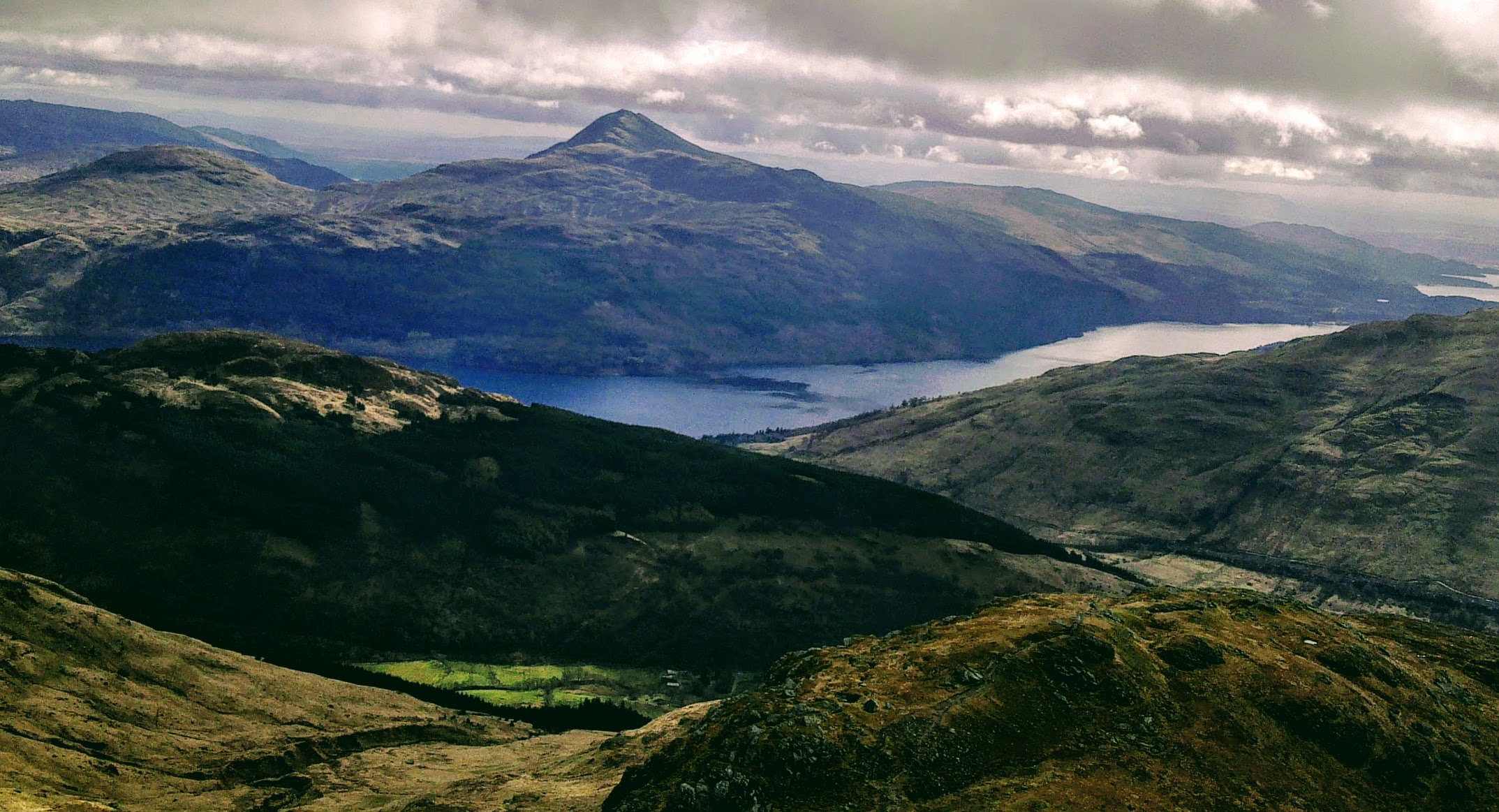
Вид на Бен-Ломонд и Лох-Ломондсо склона Бен-Нарнайн.

Вершина Бен-Ломонда скалистая, имеет форму конуса при взгляде со стороны Аррочарских Альп, расположенных к северо-западу. На вершине горы установлен геодезический пункт.
Гора находится на водоразделе рек Шотландии, текущих на запад и восток.

## Геология
В геологии Бен-Ломонда преобладают граниты, сланцы, диориты, порфиры и кварциты.

## Фауна
Верхняя часть горы соответствует в зоне горной тундры. Здесь обитают такие виды как сапсан, дербник, тундряная куропатка, красная куропатка и беркут. Исследование Британского орнитологического фонда показало, что Бен-Ломонд может быть самым южным в Шотландии местом обитания тундряной куропатки, после того как пришли в упадок колонии этих птиц на Готфелле и Арране.
Помимо представителей дикой фауны на склонах горы пасутся домашние овцы. Одной из задач Национального фонда Шотландии является проведение политики землеустройства, позволяющей сохранить естественную среду и обеспечить достаточно площадей для пастбищ.

## Маршруты
Туристический маршрут на гору представляет собой широкую, каменистую дорогу, облагороженную в наиболее крутых местах. Он проложен по восточному хребту. Другой, более крутой и скалистый маршрут проходит по западному хребту. Третий маршрут ведёт на гору от Комера на северо-востоке.
Несмотря на сравнительную лёгкость туристического маршрута он может представлять сложность для неопытных туристов, особенно в плохих погодных условиях. С 1967 года в районе горы действует отдельное спасательное подразделение.

## Мемориальный парк
В 1995 году гора и территория вокруг неё вошла в состав Национального мемориального парка Бен-Ломонд, посвящённого жертвам Первой и Второй мировых войн. Он был создан при поддержке Мемориального фонда национального наследия и расположился на месте поместья Роварденнан.
Мемориальный парк был официально открыт в 1997 году в День перемирия (11 ноября) Дональдом Дьюаром, на тот момент занимавшим пост министра по делам Шотландии и впоследствии ставшего первым министром Шотландии. Во время церемонии была открыта гранитная скульптура Дуга Кокера, шотландского художника, выигравшего конкурс проектов памятника.

## Национальный парк
В 2002 году шотландский парламент утвердил создание вокруг Бен-Ломонда национального парка Лох-Ломонд-энд-те-Троссахс, первого национального парка в Шотландии. Национальный парк полностью охватывает гору и мемориальный парк.